# Juvignies
Juvignies is een gemeente in het Franse departement Oise (regio Hauts-de-France) en telt 288 inwoners (2005). De plaats maakt deel uit van het arrondissement Beauvais.

## Geografie
De oppervlakte van Juvignies bedraagt 8,0 km², de bevolkingsdichtheid is 36,0 inwoners per km².
De onderstaande kaart toont de ligging van Juvignies met de belangrijkste infrastructuur en aangrenzende gemeenten.

## Demografie
Onderstaande figuur toont het verloop van het inwonertal (bron: INSEE-tellingen).